# Powiat mławski

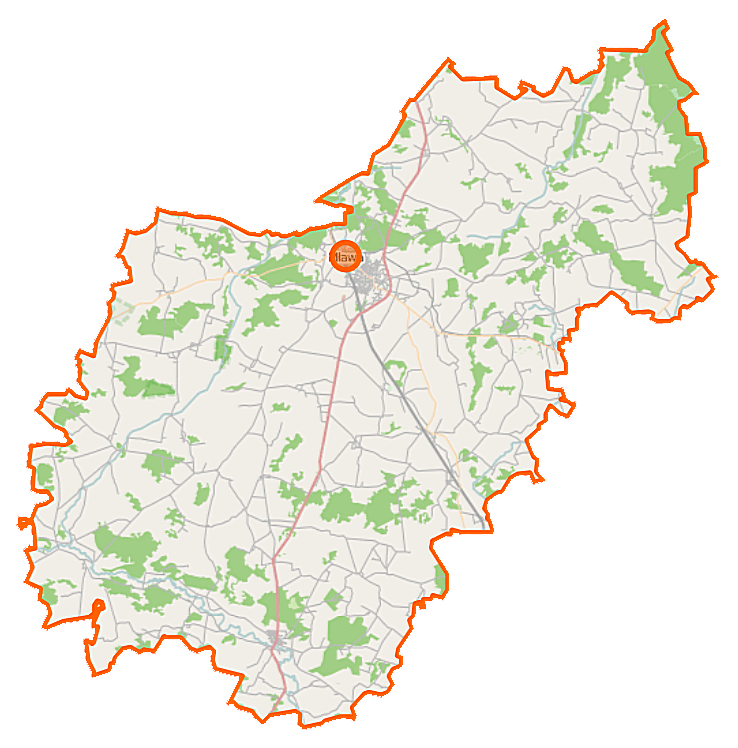
Mapa powiatu

Powiat mławski – powiat w Polsce (w północnej części województwa mazowieckiego), utworzony w 1999 roku w ramach reformy administracyjnej. Jego siedzibą jest miasto Mława.
W skład powiatu wchodzą:
- gminy miejskie: Mława
- gminy wiejskie: Dzierzgowo, Lipowiec Kościelny, Radzanów, Strzegowo, Stupsk, Szreńsk, Szydłowo, Wieczfnia Kościelna, Wiśniewo
- miasta: Mława

Według danych z 31 grudnia 2019 roku powiat zamieszkiwało 72 626 osób. Natomiast według danych z 30 czerwca 2020 roku powiat zamieszkiwało 72 448 osób.

## Demografia

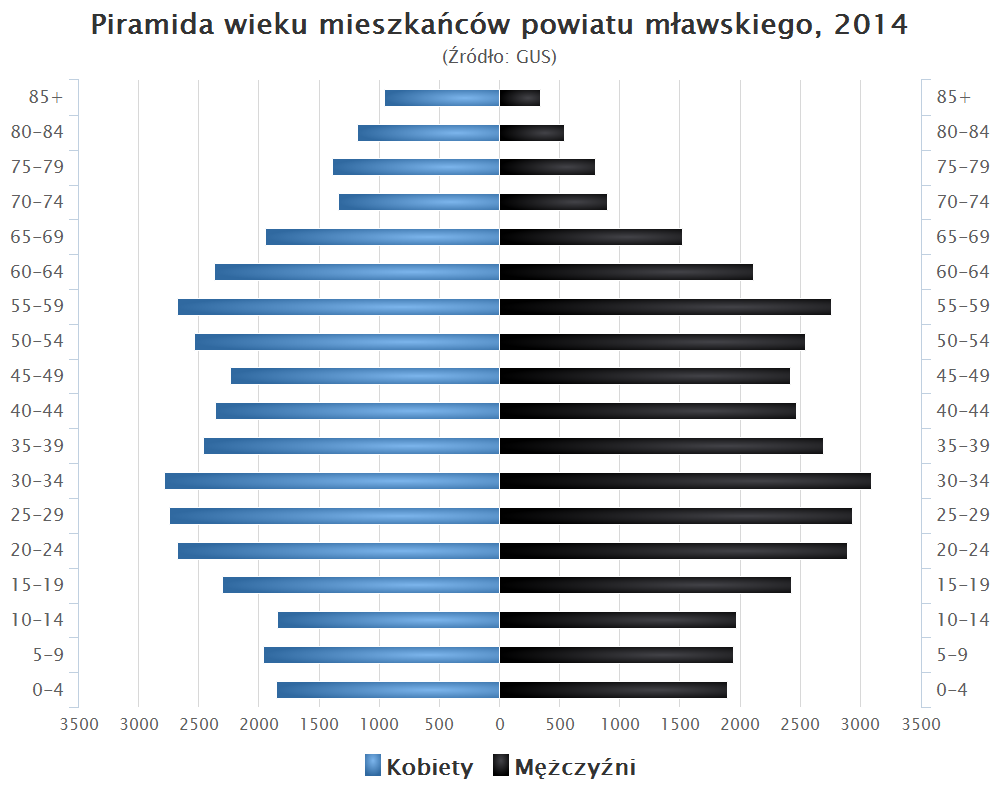
Piramida wieku mieszkańców powiatu mławskiego w 2014 roku

Liczba ludności (dane z 30 czerwca 2005):
|        | Ogółem | Ogółem | Kobiety | Kobiety | Mężczyźni | Mężczyźni |
| osób   | %      | osób   | %       | osób    | %         |           |
| ------ | ------ | ------ | ------- | ------- | --------- | --------- |
| Ogółem | 73 438 | 100    | 37 300  | 50,79   | 36 138    | 49,21     |
| Miasto | 29 615 | 40,33  | 15 459  | 21,05   | 14 156    | 19,28     |
| Wieś   | 43 823 | 59,67  | 21 841  | 29,74   | 21 982    | 29,93     |

▶Wieś vs ▶miasto
Ogółem (▶k, ▶m)
Miasto (▶k, ▶m)
Wieś (▶k, ▶m)

## Starostowie mławscy
- Andrzej Grzymkowski (1999–2002) (AWS)
- Włodzimierz Wojnarowski (2002–2018) (PSL)
- Jerzy Rakowski (2018-2024) (PiS)
- Witold Okumski (od 2024) (PiS)

## Sąsiednie powiaty
- powiat przasnyski
- powiat ciechanowski
- powiat płoński
- powiat żuromiński
- powiat działdowski (warmińsko-mazurskie)
- powiat nidzicki (warmińsko-mazurskie)